# جيمي روبرتسون
جيمي روبرتسون (بالإنجليزية: Jimmy Robertson)‏ (17 ديسمبر 1944 في المملكة المتحدة - ) هو لاعب كرة قدم بريطاني في مركز الوسط. شارك مع منتخب اسكتلندا لكرة القدم. أما مع النوادي، فقد لعب مع إيبسويتش تاون وتوتنهام هوتسبير وستوك سيتي ونادي أرسنال ونادي سانت ميرين ونادي كرو ألكساندرا ونادي والسول ونادي كاودينبيث لكرة القدم وسياتل ساوندرز.

## وصلات خارجية
- جيمي روبرتسون على موقع قاعدة بيانات كرة القدم.إي يو (الإنجليزية)